# Khunjerabpas

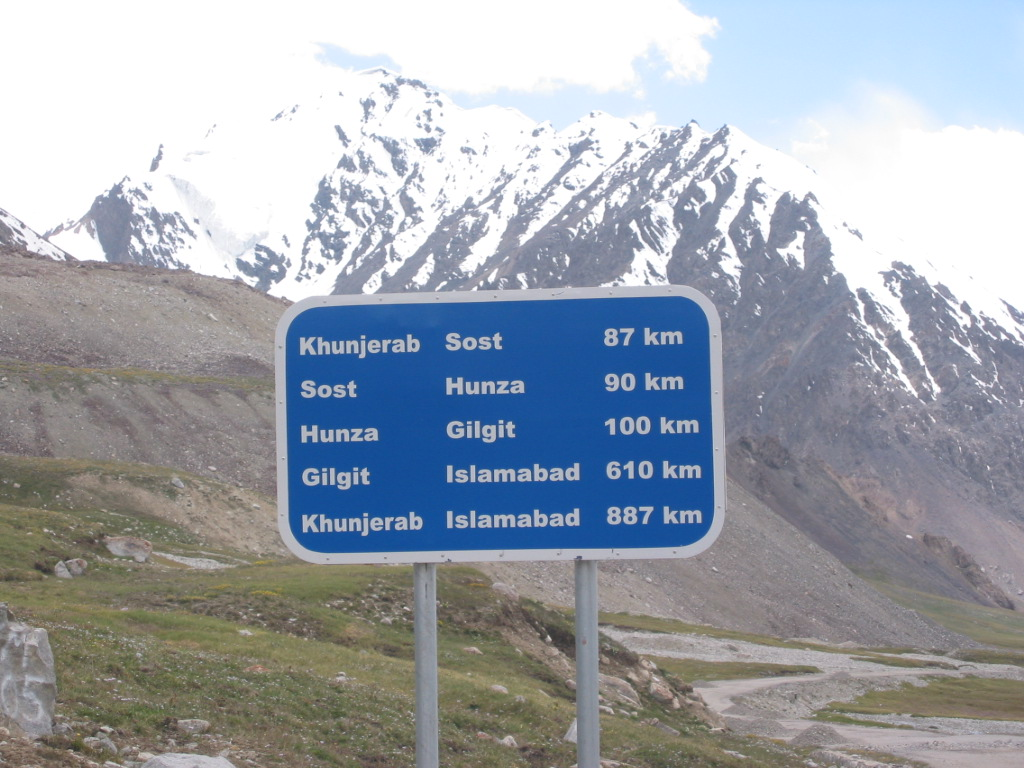

De Khunjerabpas (of soms ook Khunerjabpas) is een hoge bergpas die een verbinding vormt tussen Pakistan en China. De pas vormt het hoogste punt van de Karakoram Highway. Aan de Pakistaanse kant loopt de weg door Hunza.
Hij is in 1982 voltooid en is een van de hoogste wegen op aarde. De grensovergang is de hoogste beveiligde ter wereld. De pas is vaak bedekt met sneeuw en gedurende het regenseizoen (december tot april) vanwege het gevaar op aardverschuivingen gesloten voor alle verkeer, behalve grote vrachtwagens.